# Sobór św. Mikołaja w Czerniowcach

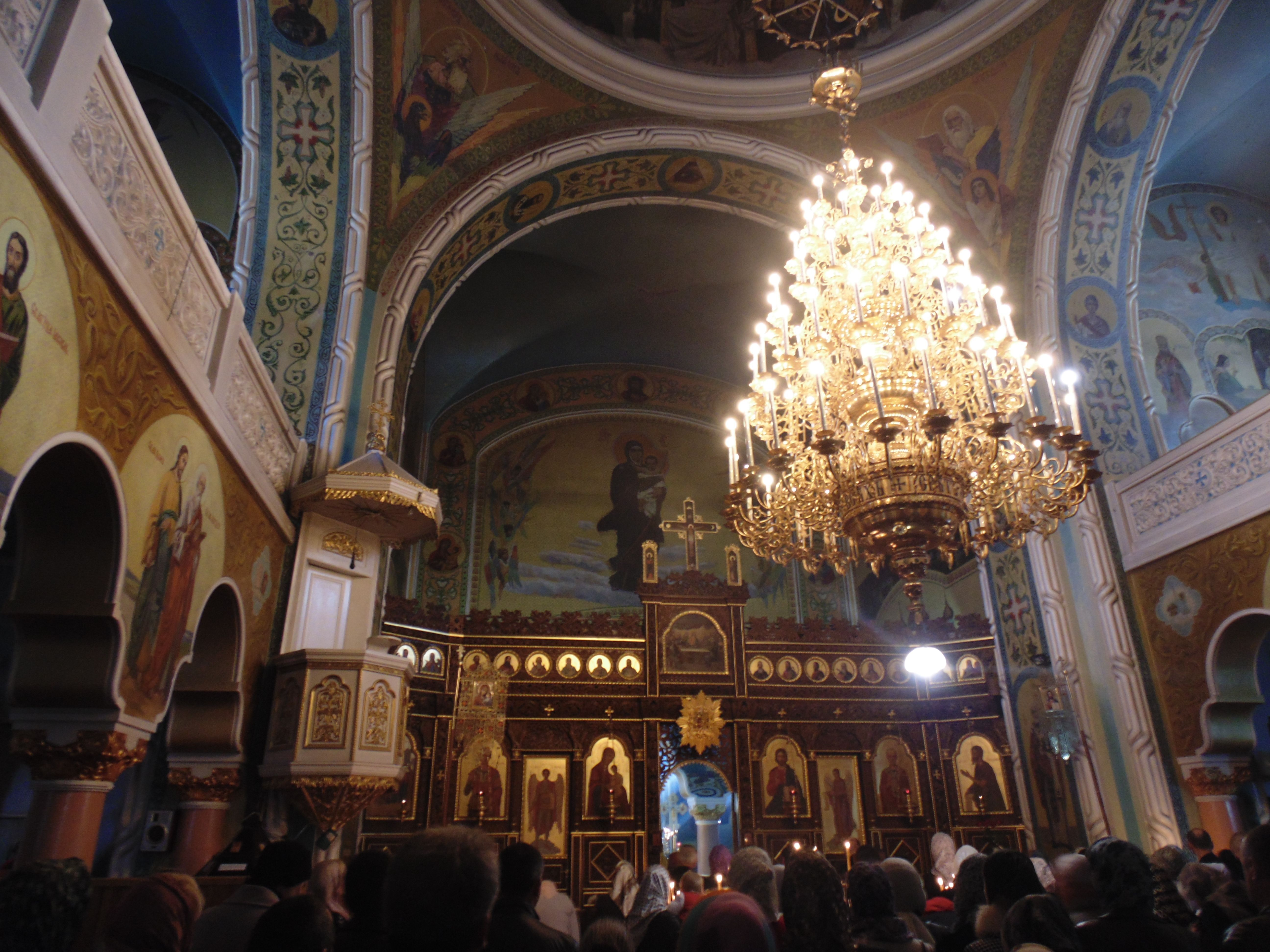
Wnętrze (2013)

Sobór św. Mikołaja – prawosławny sobór parafialny w Czerniowcach, w eparchii czerniowieckiej i bukowińskiej Ukraińskiego Kościoła Prawosławnego Patriarchatu Moskiewskiego. W latach 1961–1989 katedra.

## Historia
Sobór został wzniesiony w latach 1927–1939. Jego budowę rozpoczęto z inicjatywy metropolity Bukowiny Nektariusza, natomiast gotowy obiekt wyświęcił kolejny ordynariusz miejscowej eparchii, metropolita Wissarion, w dniu wspomnienia liturgicznego św. Mikołaja w 1939, w asyście innych duchownych. Nie jest znany autor pierwotnego projektu świątyni. Pracami przy jej wznoszeniu koordynowali kolejno trzej architekci: Paul Hitzigratch, Virgil Ionescu i Andrej Iwanow; każdy z nich modyfikował początkową koncepcję budowli. Dwurzędowy ikonostas cerkwi powstał w Bukareszcie w pracowni Grigorie Dumitrescu. Również w Bukareszcie wykonano witraż z postacią Chrystusa Pantokratora, umieszczony w kopule świątyni.
Gdy w 1961 władze radzieckie zamknęły katedralny sobór Zstąpienia Ducha Świętego w Czerniowcach, właśnie cerkiew św. Mikołaja stała się soborem katedralnym biskupów czerniowieckich i bukowińskich. W 1968 obiekt rozbudowano o ołtarze boczne Narodzenia św. Jana Chrzciciela oraz św. Teodozjusza Czernihowskiego, w którym znajdują się relikwie tegoż świętego. W tym samym roku w świątyni wykonano kompleks fresków wzorowanych na dziełach z soboru św. Włodzimierza w Kijowie. Sobór św. Mikołaja pozostawał katedrą eparchialną do 1989, gdy Cerkwi prawosławnej zwrócono sobór Zstąpienia Ducha Świętego.

## Architektura
Cerkiew wzniesiona została w stylu rumuńskim, z charakterystycznie rozmieszczonymi oknami w kopule. Do budynku prowadzą dwa wejścia od strony północnej i południowej, każde przez przedsionek z portykiem w postaci rzędu łuków podtrzymywanych przez kamienne kolumny. Od wschodu i zachodu budowla posiada po jednej apsydzie.